# Burlington, Iowa
Burlington är en stad i Des Moines County i sydöstra Iowa i USA. Burlington är administrativ huvudort (county seat) i Des Moines County. Staden ligger vid Mississippifloden och är en viktig trafikknutpunkt med järnväg till bland annat Chicago.